# موسى ميسون، الابن
موسى ميسون، الابن (بالإنجليزية: Moses Mason, Jr.)‏ (و. 1789 – 1866 م) هو سياسي من الولايات المتحدة الأمريكية .
وهو عضو في الحزب الديمقراطي الأمريكي .